# 村瀬幸子
村瀬 幸子（むらせ さちこ、1905年〈明治38年〉3月21日 - 1993年〈平成5年〉10月9日）は、日本の女優。東京市本所区（現在の東京都墨田区）出身。本名は北村 さだ（旧姓：松井）。芸名を藤真 みや子としたこともある。夫は演劇家の北村喜八（1960年死別）。

## 来歴・人物
東京府立第二高等女学校（現在の都立竹早高等学校）卒業、東京女子大学を中退。
1925年に築地小劇場に研究生として入った。1929年の劇団分裂後は劇団築地小劇場に参加。解散後の1931年、松竹蒲田撮影所に入社し、映画に出演した。1937年に北村喜八とともに芸術小劇場を結成した。同劇場は1943年に解散した。
1944年に千田是也、東野英治郎、東山千栄子、小沢栄太郎らとともに俳優座結成に参加し、以後劇団の中心人物として活動した。1952年に一度退団するが1958年に再入団している。『人形の家』のノラ、『夜の訪問者』の秋吉和枝、『幽霊』のアルヴィング夫人、『メアリ・スチュアート』のハンナ・ケネディの演技で知られる。1963年には永井智雄、岸輝子、東山千栄子らと共にヨーロッパに演技研究に出かけている。
晩年は様々な老女役の名手として知られた。
1986年公開の吉田喜重監督『人間の約束』で呆け老人を見事に演じ、毎日映画コンクール女優助演賞を受賞。
1991年公開の黒澤明監督『八月の狂詩曲』ではお祖母ちゃん・鉦役で主演。
舞台では松本克平との二人芝居『八月に乾杯』に出演し、現役の新劇女優の中では最長老の女優として活躍した。
1993年、俳優座215回公演の『とりあえずの死』の前橋市での地方巡演中に急死し、劇団葬が営まれた。享年88歳。

## 主な出演作

### 映画
- 現代奥様気質（1930年、松竹）
- ラッパと娘（1933年、松竹）
- その夜の女（1934年、松竹）
- 春琴抄 お琴と佐助（1935年、松竹） - 美子
- 大学の若旦那・日本晴れ（1935年、松竹） - 二三子
- 花咲く港（1943年、松竹） - ゆき
- 結婚（1947年、松竹） - 藤枝
- 破戒（1948年、松竹） - 猪子夫人
- お嬢さん乾杯!（1949年、松竹） - バーのマダム
- 破れ太鼓（1949年、松竹） - 妻邦子
- レ・ミゼラブル ああ無情（1950年、東横） - 婆や
- 風にそよぐ葦（1951年、東横） - 児玉咲子
- 恋人（1951年、新東宝） - 京子の母節子
- 慟哭（1952年、新東宝）
- カルメン純情す（1952年、松竹） - 須藤の母
- 夏子の冒険（1953年、松竹） - 伯母逸子
- あすなろ物語（1955年、東宝） - 女主人
- 楊貴妃（1955年、大映） - 程妃
- 柿の木のある家（1955年、東宝） - 小松せい
- くちづけ（1957年、大映） - 白川清子
- 伴淳・森繁の糞尿譚（1957年、松竹） - 小森としの
- 荒城の月（1958年）
- 日蓮と蒙古大襲来（1958年、大映） - 尼御前
- 明治大帝と乃木将軍（1959年、新東宝） - 静子夫人
- 敵は本能寺にあり（1960年、松竹） - 明智園枝
- あれが港の灯だ（1961年、東映） - 日野千代
- 喜劇 にっぽんのお婆あちゃん（1962年、松竹） - 横着ばあさん艶
- 座頭市兇状旅（1963年、大映） - おまき
- 傷だらけの山河（1964年、大映） - 妻藤子
- 肉体の盛装（1964年、東映） - 藤尾
- 座頭市逆手斬り（1965年、大映） - おその
- ぼくどうして涙がでるの（1965年）
- 紀ノ川（1966年、松竹） - ヤス
- 陸軍中野学校（1966年、大映） - 三好菊乃
- あゝ海軍 (1969年、大映)
- 新・男はつらいよ（1970年、松竹） - 峠茶屋の老婆
- 塩狩峠（1973年）
- 翼は心につけて（1978年、共同映画全国系列会議） - 安倍
- 地震列島（1980年、東宝） - 川津房江[1]
- 駅 STATION（1981年、東宝） - 良介の母
- 人間の約束（1986年） - 森本タツ
- 八月の狂詩曲（1991年） - お祖母ちゃん・鉦

### テレビドラマ
- 山一名作劇場（NTV） 
  - 坊ちゃん（1957年）
  - 聊斎志異（1959年）
- 学校放送「中学校」名作をたずねて（NHK） 
  - 山椒大夫（1958年） - 母親
  - 日本の古典（1959年）
- おかあさん（KR） 
  - 第1シリーズ 第1話「息子の嫁」（1958年）
  - 第2シリーズ  
    - 第24話「水の上二代」（1960年）
    - 第70話「こぼれた種」（1961年）
    - 第80話「春眠」（1961年）
    - 第99話「新秋」（1961年）
    - 第113話「星に願いを」（1961年）
    - 第127話「銀嶺の詩」（1962年）
    - 第135話「合掌 三河島事件より」（1962年）
    - 第167話「遅咲き息子」（1962年）
    - 第275話「母が来ていた」（1965年）
    - 第338話「つばめ飛ぶ日に」（1966年）
    - 第372話「さらばモーニング」（1966年）
    - 第379話「淡雪」（1967年）
- 東芝家族劇場 第8話「春宵」（1959年、NET）
- 雑草の歌（NTV） 
  - 第53話「高砂」（1959年）
  - 第133・134話「麻酔」（1960年）
  - 第148話「すきま風」（1961年）
- ドキュメンタリードラマ・裁判 / 孤独な女相続人（1959年、KR）
- 三行広告（CX） 
  - 第14話「美邸売ります」（1959年）
  - 第28話「赤い雲」（1959年）
- 東芝日曜劇場（TBS）
  - 第135話「心中宵庚申」（1959年）
  - 第213話「夫婦まつり」（1960年）
  - 第485話「流鏑馬」（1966年）
  - 第487話「春や春 その2」（1966年）
  - 第488話「春や春 その3」（1966年）
  - 第526話「そのまた春や春」（1967年）
  - 第588・589話「おさん茂兵衛」（1968年）
  - 第620話「ママ日曜でありがとう その4」（1968年）
  - 第653話「愛」（1969年）
  - 第664話「下町育ち」（1969年）
  - 第800話「心」（1972年）
  - 第808話「ふたり」（1972年）
  - 第885話「嫁」（1973年）
  - 第920話「女の休暇」（1974年） - 姑
  - 第1143話「女たち」（1978年11月5日）  - 里見ヌイ
  - 第1362話「とびこんで来た嫁」（1983年）
- 母と子（CX） 
  - 第26話「ゆずり葉」（1959年）
  - 第34話「新しい息子」（1959年）
- スリラー劇場・夜のプリズム 第31話「過失の計算」（1959年、NTV）
- 東芝土曜劇場 第32話「あきのひとならば」（1959年、CX） - 安江まさ子
- 慎太郎ミステリー・暗闇の声 / センチメンタルジャーニー（1959年、KR）
- サスペンスタイム 第1話「併殺」（1959年、NET）
- ここに人あり 第117話「黒い芽」（1959年、NHK）
- ゴールドステージ / 祝い日（1959年、NTV）
- 三菱ダイヤモンド劇場・直木賞シリーズ 第10話「天皇の帽子」（1959年、CX）
- ゴールデン劇場（NTV） 
  - 空蝉（1960年）
  - 青い花火（1960年）
- 日立劇場（KR） 
  - 第17話「帰らぬひと」（1960年）
  - 第35話「女医理恵子先生帰郷す」（1960年）
  - 第36話「陽はまたのぼる」（1960年）
- お好み日曜座 / 盲愛（1960年、NHK）
- 指名手配（NET） 
  - 第22・23話「追われる者」（1960年）
  - 第95・96話「黒衣の花嫁」（1961年）
  - 第103話「総合手配第三号」（1961年）
- この空の下に 第16話「戦犯の子」（1960年、NTV）
- サンヨーテレビ劇場（TBS） 
  - 並木（1960年）
  - 茶の間の時間（1961年）
- テレビ劇場（NHK）
  - ばちあたり（1960年）
  - 風と青春（1961年）
- 愛の劇場（NTV） 
  - 第29話「ひばり」（1960年）
  - 第37・38話「風ひかる朝」（1960年）
  - 第126話「口笛をきくと」（1962年）
- 軍歌 第4話「首途の夜」（1960年、KTV）
- 百万人の劇場 / 稲妻（1960年、CX）
- 女の四季 第53 - 56話「春の飛行」（1961年、NET）
- 夜の十時劇場 / 落城（1961年、CX）
- ゼロの焦点（1961年8月15日 - 11月28日、フジテレビ）
- テレビ指定席（NHK） 
  - ぎんなん（1961年）
  - 小枝子とその母（1963年）
  - ある結婚（1963年）
  - 駅（1965年）
  - 祈祷（1965年）
- NECサンデー劇場（NET） 
  - お勝手の花嫁（1961年）
  - ひとりっ娘（1961年）
- 日立ファミリーステージ（TBS） 
  - 怒りの標的（1961年）
  - 隣の老女（1961年）
- 結婚 第8話「殺意」（1962年、CX）
- 風の視線（1962年、NET）
- 女の園（NHK） 
  - 第24話「春嵐」（1962年）
  - 第67話「嘘」（1962年）
- 文芸アワー / 其面影（1962年、NTV） - 澄子
- 近鉄金曜劇場（TBS） 
  - 帰らぬひと（1962年）
  - やがて、春（1963年）
  - 希望（1964年）
- 文芸劇場 第66話「小さな王国」（1963年、NHK）
- 判決（NET） 
  - 第27話「混血児マリ」（1963年）
  - 第117話「この灯を」（1965年）
  - 第144話「花嫁衣装」（1965年）
  - 第172話「負け犬の遠吠え」（1966年） - 母親
  - 第192話「いつかその日が」（1966年）
- 事件記者 第130話「いのち」（1963年、NHK）
- 七人の刑事（NHK） 
  - 第92話「死体置場」（1963年）
  - 第340話「今度はお前が死ねッ」（1968年）
- 夫婦百景 第347話「はり紙夫婦」（1965年、NTV）
- テレビ指定席 / 駅（1965年、NHK）
- ナショナルゴールデン劇場 / 逃亡（1966年6月2日 - 8月4日、NET）
- 雨の中に消えて（1966年、日本テレビ）
- NHK劇場（NHK）
  - 都会（1966年）
  - 木洩れ日（1966年）
  - 装いの町（1967年）
- シオノギテレビ劇場（CX）
  - 秋（1966年）
  - 旅路（1967年）
  - 新珠三千代のおんなシリーズ・好人物の夫婦（1967年）
- 木下恵介アワー（TBS） 
  - おやじ太鼓（1968年） - アヤ
  - 太陽の涙（1971年 - 1972年） - 前田寿美子（山本陽子）の母親
- ポーラテレビ小説 / 花もめん（1970年 - 1971年、TBS）
- 清水次郎長（1971年 - 1972年、フジテレビ） - お直
- おれは男だ! 第33話「なんたって若いんだモン! 」（1971年、日本テレビ）
- 地獄の辰捕物控 第17話「念仏お竹も地獄を見た」（1973年、NET）
- 銀河テレビ小説（NHK）
  - 自我の構図（1974年） - 藤島松江
- 6羽のかもめ（1974年、フジテレビ）
- 非情のライセンス 第2シリーズ 第37話「兇悪の倒産」（1975年、NET） - 伊東はな
- 三丁目の古寺に、照る日曇る日、恋の雨（1976年、日本テレビ）
- 横溝正史シリーズ / 悪魔の手毬唄（1977年8月27日 - 10月1日、毎日放送） - 由良五百子
- あにき（1977年、TBS）
- おだいじに（1979年 - 1980年、日本テレビ）
- 続・事件 月の景色（1980年、NHK）
- 俺んちものがたり!（1980年 - 1981年、TBS）
- 夢千代日記（1981年、NHK）
- リラックス〜松原克己の日常生活（1982年11月13日、関西テレビ） - 真佐
- ザ・サスペンス / 松本清張の共犯者（1983年、TBS）
- 若き血に燃ゆる〜福沢諭吉と明治の群像（1984年、テレビ東京）
- 風にむかってマイウェイ（1984年、TBS）
- ニッポン親不孝物語（1985年、日本テレビ）
- ライスカレー（1986年、フジテレビ）
- チンチン電車（1993年9月15日、NHK） - 宇土とく

### 舞台
- 愛と死の戯れ（1946年） - ソフィ
- 火山灰地（1946年） - 雨宮の妻
- フィガロの結婚（1947年） - シュザンヌ
- 中橋公館（1947年）
- 女学者（1948年） - ペリーヌ
- 夜の来訪者（1951年、1962年、1977年） - 秋吉和枝
- 二人だけの舞踏会（1956年）
- 幽霊（1956年、1976年） - アルヴィング夫人
- 黄色い波（1961年）
- 鈍琢亭の最期（1962年） - 原美和
- ハムレット（1964年）
- 日本の幽霊（1965年） - 須波あやめ
- 人形の家（1968年） - ノラ
- 狂人なおもて往生をとぐ（1969年）
- 小市民（1970年）
- そよそよ族の叛乱（1971年）
- 八百屋お七牢日記（1972年） - おてつ
- 守銭奴（1974年）
- リチャード三世（1974年）
- 八月に乾杯（1981年、1988年） - リーダ
- メアリ・スチュアート（1983年） - ハンナ・ケネディ
- 遁走譜（1984年） - 常子
- たすけて（1987年） - 標野カヨ
- 有福詩人（1989年） - おかよ
- とりあえずの死（1992年） - 桜井芳

## 受賞・受章等
- 1965年：文部省芸術祭奨励賞（劇団俳優座「日本の幽霊」の演技で）
- 1966年：俳優座後援会賞
- 1986年：第41回毎日映画コンクール助演女優賞
- 1989年：第24回紀伊國屋演劇賞個人賞（「有福詩人」の演技で）
- 1990年：勲四等瑞宝章
- 1991年：第4回日刊スポーツ映画大賞・石原裕次郎賞主演女優賞、第15回山路ふみ子映画功労賞